# تپه اطراف شهر سوخته ۲۷۳
تپه اطراف شهر سوخته شماره ۲۷۳ مربوط به هزاره سوم قبل از میلاد است و در شهرستان زابل، بخش شیب آب، دهستان لوتک، روستای حومه شهر سوخته، ۱۵/۸ کیلومتری جنوب غرب پایگاه شهر سوخته واقع شده و این اثر در تاریخ ۲۸ اسفند ۱۳۸۵ با شمارهٔ ثبت ۱۸۹۹۱ به‌عنوان یکی از آثار ملی ایران به ثبت رسیده است.